# نووی کوگاناک
نووی کوگاناک (انگلیسی: Novy Kuganak) یک شهرک در شهرستان کارماسکالینسکی استان باشقیرستان کشور روسیه است.